# Николай Демерик
Николай Николаевич Демерик или Демерин (на руски: Николай Николаевич Демерик / Демерин) е руски дипломат, таен съветник, служил на Балканите и в Близкия изток в края на XIX – началото на XX век.

## Биография
Като студент е в посолството в Цариград през 1881 г. Секретар и драгоманин е в консулството в Бейрут (1885) и в консулството в Солун (1888).
Той е руски вицеконсул в Битоля (1890), консул в Ниш (1895), консул в Ханя (1896), генерален консул в Яш (1900), генерален консул в Ерзурум (1901), генерален консул в Бейрут (1902).
През 1904 година е назначен за цивилен агент на Русия в Македония при генералния инспектор Хюсеин Хилми паша във връзка с началото на приложението на Мюрцщегската реформена програма.

Австро-унгарският дипломат Алфред Рапопорт характеризира Демерик като благосклонен човек с дълбоко чувство за справедливост. Българският дипломат Атанас Шопов казва за него:
| „ | Човѣкъ уменъ, съ голѣма опитность, олицетворение на руска доброта и прямодушие и искреность. Той не е способенъ да бѫде несправедливъ, не е способенъ да направи никому лошо. По хитрость и лукавство стоятъ по-горе отъ него, както Хилми паша, тъй и г. Мюлеръ. | “ |

От 1905 до 1910 година Демерик е руски генерален консул в Солун. През 1910 година е назначен за посланик при сенатите на свободните ханзейски градове Хамбург, Любек, Бремен и в Олденбург. Напуска поста след началото на Първата световна война в 1914 г.